# Asqués
Asqués ist ein spanischer Ort in der Provinz Huesca der Autonomen Gemeinschaft Aragonien. Asqués, im Pyrenäenvorland liegend, gehört zur Gemeinde Sabiñánigo. Der Ort auf 1140 Meter Höhe hatte im Jahr 2010 keine Einwohner.
Der Ort im Val d’Acumuer liegt etwa elf Kilometer nördlich von Sabiñánigo.

## Geschichte
Zwischen 1842 und 1857 gehörte Asqués zur damaligen selbständigen Gemeinde Acumuer.

## Sehenswürdigkeiten
- Kirche aus dem 18. Jahrhundert